# Nagroda Brytyjskiej Akademii Filmowej dla najlepszej aktorki drugoplanowej
Nagroda BAFTA dla najlepszej aktorki drugoplanowej przyznawana jest od 1968 roku.

## Lista zwycięzców

### Lata 60
- 1968: Billie Whitelaw – Charlie Bubbles jako Lottie Bubbles oraz Twisted Nerve jako Joan Harper
  - Pat Heywood – Romeo i Julia jako służka
  - Virginia Maskell – Interlude jako Antonia
  - Simone Signoret – Gry jako Lisa Schindler
- 1969: Celia Johnson – Pełnia życia panny Brodie jako pani Mackay
  - Peggy Ashcroft – Nie można żyć we troje jako Belle
  - Pamela Franklin – Pełnia życia panny Brodie jako Sandy
  - Mary Wimbush – Och! Co za urocza wojenka jako Mary Smith

### Lata 70
- 1970: Susannah York – Czyż nie dobija się koni? jako Alice LeBlanc
  - Evin Crowley – Córka Ryana jako Maureen
  - Estelle Parsons – Człowiek-arbuz jako Althea Gerber
  - Maureen Stapleton – Port lotniczy jako Inez Guerrero
- 1971: Margaret Leighton – Posłaniec jako pani Maudsley
  - Jane Asher – Na samym dnie jako Susan
  - Georgia Brown – Szalony księżyc jako Sarah Charles
  - Georgia Engel – Odlot jako Margot
- 1972: Cloris Leachman – Ostatni seans filmowy jako Ruth Popper
  - Marisa Berenson – Kabaret jako Natalia Landauer
  - Eileen Brennan – Ostatni seans filmowy jako Genevieve
  - Shelley Winters – Tragedia „Posejdona” jako Belle Rosen
- 1973: Valentina Cortese – Noc amerykańska jako Severine
  - Rosemary Leach – That’ll Be the Day jako pani MacLaine
  - Delphine Seyrig – Dzień Szakala jako Colette
- 1974: Ingrid Bergman – Morderstwo w Orient Expressie jako Greta Ohlsson
  - Sylvia Sidney – Letnie życzenia, zimowe marzenia jako pani Pritchett
  - Sylvia Syms – Ziarnko tamaryszku jako Margaret Stephenson
  - Cindy Williams – Amerykańskie graffiti jako Laurie Henderson
- 1975: Diane Ladd – Alicja już tu nie mieszka jako Flo
  - Ronee Blakley – Nashville jako Barbara Jean
  - Lelia Goldoni – Alicja już tu nie mieszka jako Bea
  - Glen Welles – Nashville jako Sueleen Gay
- 1976: Jodie Foster – Bugsy Malone jako Tallulah oraz Taksówkarz jako Iris
  - Annette Crosbie – Pantofelek i róża jako Matka Chrzestna
  - Vivien Merchant – The Homecoming jako Ruth
  - Billie Whitelaw – Omen jako pani Baylock
- 1977: Jenny Agutter – Jeździec jako Jill Mason
  - Geraldine Chaplin – Welcome to L.A. jako Karen Hood
  - Joan Plowright – Jeździec jako Dora Strang
  - Shelley Winters – Następny przystanek Greenwich Village jako Faye Lapinsky
- 1978: Geraldine Page – Wnętrza jako Eve
  - Angela Lansbury – Śmierć na Nilu jako Salome Otterbourne
  - Maggie Smith – Śmierć na Nilu jako pani Bowers
  - Mona Washbourne – Stevie jako Ciocia
- 1979: Rachel Roberts – Jankesi jako Clarrie Moreton
  - Lisa Eichhorn – Europejczycy jako Gertrude
  - Mariel Hemingway – Manhattan jako Tracy
  - Meryl Streep – Manhattan jako Jill Davis

### Lata 80
- 1982: Rohini Hattangadi – Gandhi jako Kasturba M. Gandhi oraz Maureen Stapleton – Czerwoni jako Emma Goldman
  - Candice Bergen – Gandhi jako Margaret Bourke-White
  - Jane Fonda – Nad złotym stawem jako Chelsea Thayer Wayne
- 1983: Jamie Lee Curtis – Nieoczekiwana zmiana miejsc jako Ofelia
  - Teri Garr – Tootsie jako Sandy Lester
  - Rosemary Harris – Posiłek oracza jako Ann Barrington
  - Maureen Lipman – Edukacja Rity jako Trish
- 1984: Liz Smith – Prywatne zajęcia jako matka Joyce’a
  - Eileen Atkins – Garderobiany jako Madge
  - Cher – Silkwood jako Dolly Pelliker
  - Tuesday Weld – Dawno temu w Ameryce jako Carol
- 1985: Rosanna Arquette – Rozpaczliwie poszukując Susan jako Roberta Glass
  - Judi Dench – Wetherby jako Marcia Pilborough
  - Anjelica Huston – Honor Prizzich jako Maerose Prizzi
  - Tracey Ullman – Obfitość jako Alice Park
- 1986: Judi Dench – Pokój z widokiem jako Eleanor Lavish
  - Rosanna Arquette – Po godzinach jako Marcy Franklin
  - Barbara Hershey – Hannah i jej siostry jako Lee
  - Rosemary Leach – Pokój z widokiem jako Marian Honeychurch
- 1987: Susan Wooldridge – Nadzieja i chwała jako Molly
  - Judi Dench – 84 Charing Cross Road jako Nora Doel
  - Vanessa Redgrave – Nadstaw uszu jako Peggy Ramsay
  - Dianne Wiest – Złote czasy radia jako Bea
- 1988: Olympia Dukakis – Wpływ księżyca jako Rose Castorini
  - Maria Aitken – Rybka zwana Wandą jako Wendy
  - Anne Archer – Fatalne zauroczenie jako Beth Gallagher
  - Judi Dench – Garść prochu jako pani Beaver
- 1989: Michelle Pfeiffer – Niebezpieczne związki jako Madame de Tourvel
  - Peggy Ashcroft – Madame Sousatzka jako lady Emily
  - Laura San Giacomo – Seks, kłamstwa i kasety wideo jako Cynthia Patrice Bishop
  - Sigourney Weaver – Pracująca dziewczyna jako Katharine Parker

### Lata 90
- 1990: Whoopi Goldberg – Uwierz w ducha jako Oda Mae Brown
  - Anjelica Huston – Zbrodnie i wykroczenia jako Dolores Paley
  - Shirley MacLaine – Stalowe magnolie jako Louisa Ouiser Boudreaux
  - Billie Whitelaw – Bracia Kray jako Violet Kray
- 1991: Kate Nelligan – Frankie i Johnny jako Cora
  - Annette Bening – Naciągacze jako Myra Langtry
  - Amanda Plummer – Fisher King jako Lydia Sinclair
  - Julie Walters – Stepping Out jako Vera
- 1992: Miranda Richardson – Skaza jako Ingrid Fleming
  - Kathy Bates – Smażone zielone pomidory jako Evelyn Couch
  - Helena Bonham Carter – Powrót do Howards End jako Helen Schlegel
  - Miranda Richardson – Gra pozorów jako Jude
- 1993: Miriam Margolyes – Wiek niewinności jako pani Mingott
  - Holly Hunter – Firma jako Tammy Hemphill
  - Maggie Smith – Tajemniczy ogród jako pani Medlock
  - Winona Ryder – Wiek niewinności jako May Welland
- 1994: Kristin Scott Thomas – Cztery wesela i pogrzeb jako Fiona
  - Charlotte Coleman – Cztery wesela i pogrzeb jako Scarlett
  - Sally Field – Forrest Gump jako pani Gump
  - Anjelica Huston – Tajemnica morderstwa na Manhattanie jako Marcia Fox
- 1995: Kate Winslet – Rozważna i romantyczna jako Marianne Dashwood
  - Joan Allen – Nixon jako Pat Nixon
  - Mira Sorvino – Jej wysokość Afrodyta jako Linda Ash
  - Elizabeth Spriggs – Rozważna i romantyczna jako pani Jennings
- 1996: Juliette Binoche – Angielski pacjent jako Hana
  - Lauren Bacall – Miłość ma dwie twarze jako Hannah Morgan
  - Marianne Jean-Baptiste – Sekrety i kłamstwa jako Hortense Cumberbatch
  - Lynn Redgrave – Blask jako Gillian
- 1997: Sigourney Weaver – Burza lodowa jako Janey Carver
  - Jennifer Ehle – Wilde. Historia pisarza jako Constance Lloyd Wilde
  - Lesley Sharp – Goło i wesoło jako Jean
  - Zoë Wanamaker – Wilde. Historia pisarza jako Ada Leverson
- 1998: Judi Dench – Zakochany Szekspir jako Elżbieta I Tudor
  - Kathy Bates – Barwy kampanii jako Libby Holden
  - Brenda Blethyn – O mały głos jako Mari Hoff
  - Lynn Redgrave – Bogowie i potwory jako Hanna
- 1999: Maggie Smith – Herbatka z Mussolinim jako lady Hester Random
  - Thora Birch – American Beauty jako Jane Burnham
  - Cate Blanchett – Utalentowany pan Ripley jako Meredith Logue
  - Cameron Diaz – Być jak John Malkovich jako Lotte Schwartz
  - Mena Suvari – American Beauty jako Angela Hayes

### 2000–2009
- 2000: Julie Walters – Billy Elliot jako Javier Rodriguez
  - Judi Dench – Czekolada jako Armande Voizin
  - Frances McDormand – U progu sławy jako Elaine Miller
  - Lena Olin – Czekolada jako Josephine Muscat
  - Zhang Ziyi – Przyczajony tygrys, ukryty smok jako Jen
- 2001: Jennifer Connelly – Piękny umysł jako Alicia Nash
  - Judi Dench – Kroniki portowe jako Agnis Hamm
  - Helen Mirren – Gosford Park jako pani Wilson, ochmistrzyni
  - Maggie Smith – Gosford Park jako Constance, hrabina Trentham
  - Kate Winslet – Iris jako młoda Iris Murdoch
- 2002: Catherine Zeta-Jones – Chicago jako Velma Kelly
  - Toni Collette – Był sobie chłopiec jako Fiona Brewer
  - Queen Latifah – Chicago jako Matron Mama Morton
  - Julianne Moore – Godziny jako Laura Brown
  - Meryl Streep – Adaptacja jako Susan Orlean
- 2003: Renée Zellweger – Wzgórze nadziei jako Ruby Thewes
  - Holly Hunter – Trzynastka jako Melanie Freeland
  - Laura Linney – Rzeka tajemnic jako Annabeth Markum
  - Judy Parfitt – Dziewczyna z perłą jako Maria Thins
  - Emma Thompson – To właśnie miłość jako Karen
- 2004: Cate Blanchett – Aviator jako Katharine Hepburn
  - Julie Christie – Marzyciel jako Emma du Maurier
  - Heather Craney – Vera Drake jako Joyce
  - Natalie Portman – Bliżej jako Alice Ayres
  - Meryl Streep – Kandydat jako senator Eleanor Prentiss Shaw
- 2005: Thandie Newton – Miasto gniewu jako Christine Thayer
  - Brenda Blethyn – Duma i uprzedzenie jako pani Bennet
  - Catherine Keener – Capote jako Harper Lee
  - Frances McDormand – Daleka północ jako Glory Dodge
  - Michelle Williams – Tajemnica Brokeback Mountain jako Alma Beers
- 2006: Jennifer Hudson – Dreamgirls jako Effie White
  - Emily Blunt – Diabeł ubiera się u Prady jako Emily Charlton
  - Abigail Breslin – Mała miss jako Olive Hoover
  - Toni Collette – Mała miss jako Sheryl Hoover
  - Frances de la Tour – Męska historia jako pani Lintott
- 2007: Tilda Swinton – Michael Clayton jako Karen Crowder
  - Cate Blanchett – I’m Not There. Gdzie indziej jestem jako Bob Dylan / Jude Quinn
  - Kelly Macdonald – To nie jest kraj dla starych ludzi jako Carla Jean Moss
  - Samantha Morton – Control jako Deborah Curtis
  - Saoirse Ronan – Pokuta jako Briony Tallis (lat 13)
- 2008: Penélope Cruz – Vicky Cristina Barcelona jako Maria Elena
  - Amy Adams – Wątpliwość jako siostra James
  - Freida Pinto – Slumdog. Milioner z ulicy jako Latika
  - Tilda Swinton – Tajne przez poufne jako Katie Cox
  - Marisa Tomei – Zapaśnik jako Cassidy
- 2009: Mo’Nique – Hej, skarbie jako Mary Lee Jones
  - Anne-Marie Duff – John Lennon. Chłopak znikąd jako Julia Lennon
  - Vera Farmiga – W chmurach jako Alex Goran
  - Anna Kendrick – W chmurach jako Natalie Keener
  - Kristin Scott Thomas – John Lennon. Chłopak znikąd jako Mimi Smith

### 2010–2019
- 2010: Helena Bonham Carter – Jak zostać królem jako Elżbieta Bowes-Lyon
  - Amy Adams – Fighter jako Charlene Fleming
  - Barbara Hershey – Czarny łabędź jako Erica Sayers
  - Lesley Manville – Kolejny rok jako Mary
  - Miranda Richardson – Made in Dagenham jako Barbara Castle
- 2011: Octavia Spencer – Służące jako Minny Jackson
  - Jessica Chastain – Służące jako Celia Foote
  - Judi Dench – Mój tydzień z Marilyn jako Sybil Thorndike
  - Melissa McCarthy – Druhny jako Megan Price
  - Carey Mulligan – Drive jako Irene
- 2012: Anne Hathaway – Les Misérables. Nędznicy jako Fantyna
  - Amy Adams – Mistrz jako Peggy Dodd
  - Judi Dench – Skyfall jako M
  - Sally Field – Lincoln jako Mary Todd Lincoln”
  - Helen Hunt – Sesje jako Cheryl Cohen-Greene
- 2013: Jennifer Lawrence – American Hustle jako Rosalyn Rosenfeld
  - Sally Hawkins – Blue Jasmine jako Ginger
  - Lupita Nyong’o – Zniewolony. 12 Years a Slave jako Patsey
  - Julia Roberts – Sierpień w hrabstwie Osage jako Barbara Weston-Fordham
  - Oprah Winfrey – Kamerdyner jako Gloria Gaines
- 2014: Patricia Arquette – Boyhood jako Olivia Evans
  - Keira Knightley – Gra tajemnic jako Joan Clarke
  - Rene Russo – Wolny strzelec jako Nina Romina
  - Imelda Staunton – Dumni i wściekli jako Hefina Headon
  - Emma Stone – Birdman jako Sam Thomson
- 2015: Kate Winslet – Steve Jobs jako Joanna Hoffman
  - Jennifer Jason Leigh – Nienawistna ósemka jako Daisy Domergu
  - Rooney Mara – Carol jako Therese Belivet
  - Alicia Vikander – Ex Machina jako Ava
  - Julie Walters – Brooklyn jako Madge Kehoe
- 2016: Viola Davis – Płoty jako Rose Maxson
  - Naomie Harris – Moonlight jako Paula
  - Nicole Kidman – Lion. Droga do domu jako Sue Brierley
  - Hayley Squires – Ja, Daniel Blake jako Katie Morgan
  - Michelle Williams – Manchester by the Sea jako Randi Chandler
- 2017: Allison Janney – Jestem najlepsza. Ja, Tonya jako LaVona Golden
  - Lesley Manville – Nić widmo jako Cyril Woodcock
  - Laurie Metcalf – Lady Bird jako Marion McPherson
  - Kristin Scott Thomas – Czas mroku jako Clementine Churchill
  - Octavia Spencer – Kształt wody jako Zelda Fuller
- 2018: Rachel Weisz – Faworyta jako Sarah Churchill
  - Amy Adams – Vice jako Lynne Cheney
  - Claire Foy – Pierwszy człowiek jako Janet Shearon Armstrong
  - Margot Robbie – Maria, królowa Szkotów jako królowa Elżbieta I
  - Emma Stone – Faworyta jako Abigail Hill
- 2019: Laura Dern – Historia małżeńska jako Nora Fanshaw
  - Scarlett Johansson – Jojo Rabbit jako Rosie Betzler
  - Florence Pugh – Małe kobietki jako Amy March
  - Margot Robbie – Pewnego razu... w Hollywood jako Sharon Tate
  - Margot Robbie – Gorący temat jako Kayla Pospisil

### 2020–2029
Źródła:
- 2020: Youn Yuh-jung – Minari jako Soon-ja
  - Kosar Ali – Rocks jako Sumaya
  - Marija Bakałowa – Kolejny film o Boracie jako Tutar Sagdiyev
  - Dominique Fishback – Judasz i Czarny Mesjasz jako Deborah Johnson
  - Ashley Madekwe – County Lines jako Toni
  - Niamh Algar – Calm with Horses  jako Ursula
- 2021: Ariana DeBose – West Side Story jako Anita
  - Caitriona Balfe – Belfast jako Ma
  - Jessie Buckley – Córka jako młoda Leda Caruso
  - Ann Dowd – Odkupienie jako Linda
  - Aunjanue Ellis – King Richard: Zwycięska rodzina jako Oracene Price
  - Ruth Negga – Pomiędzy jako Clare Bellew
- 2022: Kerry Condon – Duchy Inisherin jako Siobhán Súilleabháin
  - Hong Chau – Wieloryb jako Liz
  - Angela Bassett – Czarna Pantera: Wakanda w moim sercu jako królowa Ramonda
  - Jamie Lee Curtis – Wszystko wszędzie naraz jako Deirdre Beaubeirdre
  - Dolly de Leon – W trójkącie jako Abigail
  - Carey Mulligan – Jednym głosem jako Megan Twohey
- 2023: Da'Vine Joy Randolph – Przesilenie zimowe jako Mary Lamb
  - Emily Blunt – Oppenheimer jako Katherine Oppenheimer
  - Danielle Brooks – Kolor purpury jako Sofia
  - Claire Foy – Dobrzy nieznajomi jako Mama
  - Sandra Hüller – Strefa interesów jako Hedwig Höss
  - Rosamund Pike – Saltburn jako Lady Elspeth Catton
- 2024: Zoe Saldaña – Emilia Pérez jako Rita Mora Castro
  - Jamie Lee Curtis – The Last Showgirl jako Annette
  - Selena Gomez – Emilia Pérez jako Jessi Del Monte
  - Ariana Grande – Wicked jako Galinda "Glinda" Upland
  - Felicity Jones – The Brutalist jako Erzsébet Tóth
  - Isabella Rossellini – Konklawe jako siostra Agnes